# Reserva natural Shaitan-Tau
La reserva natural Shaitan-Tau (en ruso: Государственный природный заповедник «Шайтан-Тау»; del turco «Montaña del Diablo») es una reserva natural estricta (un 'Zapovédnik') de Rusia. Localizado a lo largo de la cresta Shaytantau de los Montes Urales del Sur. La cresta contiene arrecifes de piedra caliza que son del Cámbrico, hace casi 500 millones de años. El objetivo principal de la reserva es conservar la estepa Dubravnaya representativa de la zona y los hábitats pantanosos bajos de especies relictas y endémicas de plantas y animales. El área es la reserva federal más reciente (y más pequeña) de los Urales, y se constituyó el 9 de octubre de 2014. Está dividida en cuatro sectores, situados tanto en el distrito administrativo (raión) de Kuvandik del óblast de Oremburgo como en la República de Baskortostán. Está a unos 220 km de la ciudad regional de Oremburgo.

## Topografía

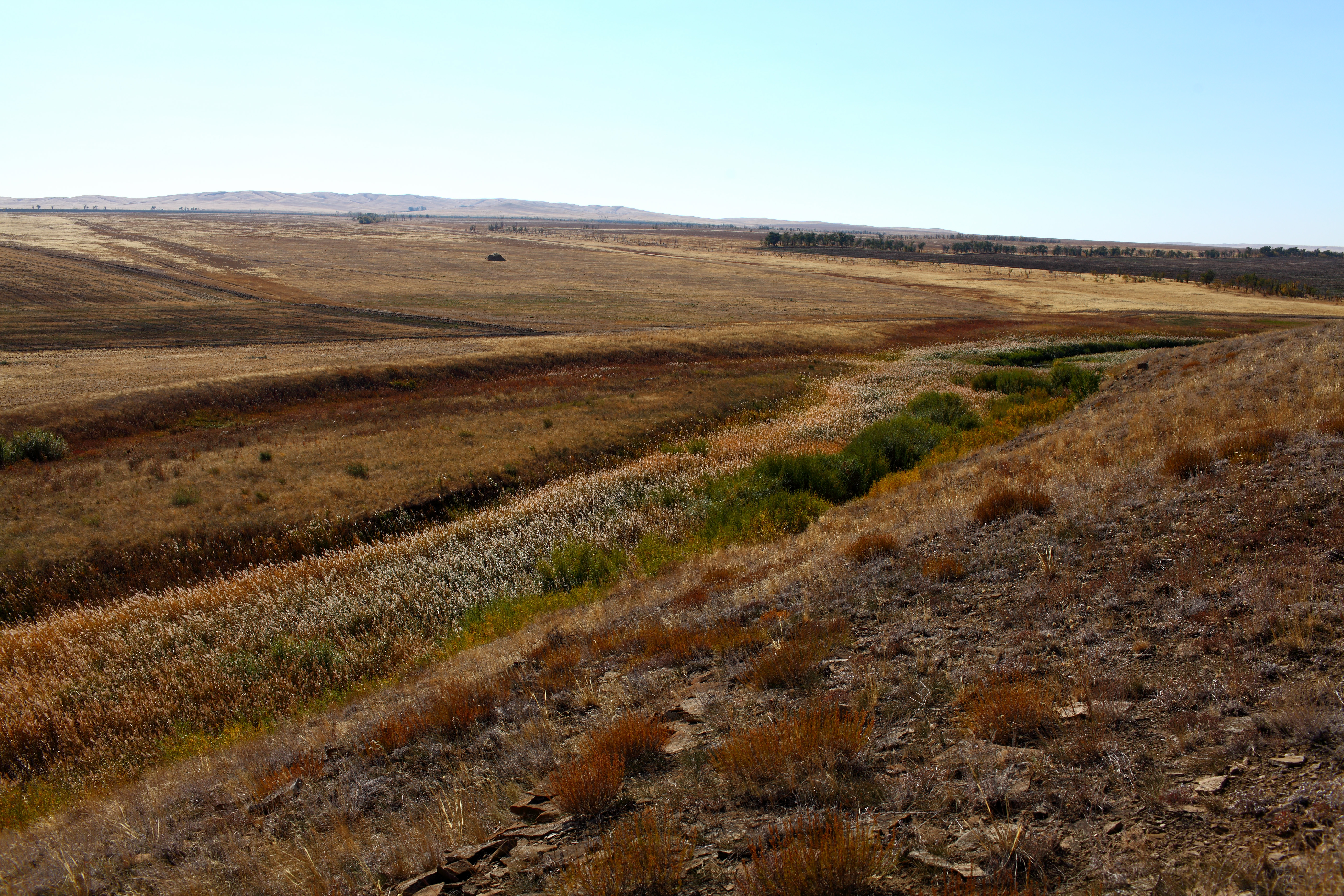
El lecho seco del río Kurasha en verano

La reserva natural de Shaitan-Tau está situada en los valles bajos de la margen derecha del río Sakmara y el río Kurasha en el sur de los Montes Urales. La cresta de Shaytantau es, de hecho, el espolón más al sur de los Urales. El terreno está formado, en su mayoría, por estensiones de bosque y de estepa. Hay arroyos de montaña, pero a mediados del verano muchos de ellos están secos. La altitud más alta es de 578 m en la cima de la meseta de Karasura en la cabecera del río Kurasha. El punto más bajo es de apenas 207 metros en los valles de los ríos. La cresta presenta rocas de los períodos Silúrico y Devónico (formado por terrenos de jaspe, pizarra silícea, areniscas tobáceas, conglomerados, serpentinita y otras). Los afloramientos de piedra caliza contienen fósiles de invertebrados marinos y algas.

## Clima y ecorregión
La reserva se encuentra en la ecorregión de la estepa póntica (llamada así por Euxeinos Pontos, el Mar Negro), es una pradera que se extiende desde el este de Rumanía hasta Kazajistán, a través de los bordes septentrionales del Mar Negro y el Mar Caspio. Es una pradera expansiva que es relativamente plana y con suelo fértil.
El clima de la zona es Clima continental húmedo, con veranos cálido (clasificación climática de Köppen (Dfa)). Este clima se caracteriza por grandes oscilaciones de temperatura, tanto diurna como estacional, con veranos templados e inviernos fríos y nevados.

## Flora y fauna

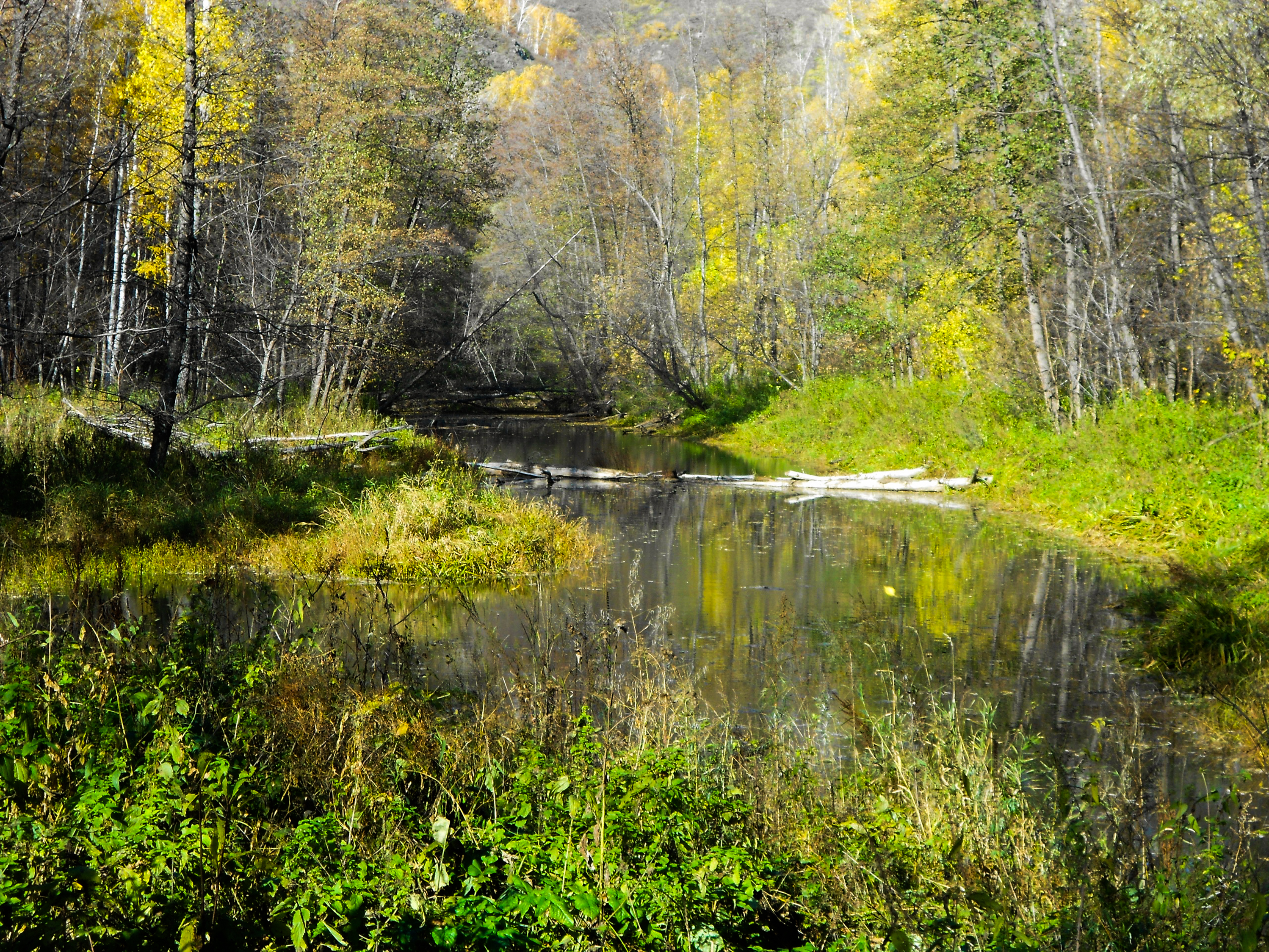
Pantano forestal en las tierras bajas de la reserva de Shaytan-Tau

Las comunidades de plantas de Shaitan-Tau son las típicas de la zona de encuentro entre los bosques caducifolios de robles y tilos de Europa del Este, y los prados de hierba mixta y las estepas rocosas. La vida animal de la reserva es igualmente una combinación de especies animales representativas de la taiga como el oso pardo (Ursus arctos), alce (Alces alces), jabalí (Sus scrofa), marta (Martes martes), lince común (Lynx lynx), ardilla común (Sciurus vulgaris), tejón (Meles meles), etc. y especies esteparias como la marmota gris (Marmota baibacina), la ardilla de tierra y el pika (Ochotona). Las aves más representativas incluyen el halcón peregrino (Falco peregrinus), el águila pescadora (Pandion haliaetus) y el águila real (Aquila chrysaetos). Los científicos de la reserva han documentado 40 especies de mamíferos, 101 aves, 6 reptiles y 6 de anfibios.

## Ecoeducación y acceso
Como reserva natural estricta, la reserva de Shaitan-Tau está cerrada al público en general, aunque los científicos y aquellos con fines de «educación ambiental» pueden hacer arreglos con la administración del parque para realizar visitas organizadas. Los grupos públicos pueden organizar una visita guiada en una «ruta ecoturística», pero los permisos deben obtenerse con anticipación.
La reserva esta administrada conjuntamente con la reserva natural de Oremburgo por la ФГБУ «Заповедники Оренбуржья» (Organización de gestión Institución Presupuestaria del Estado Federal «Reservas de la Región de Oremburgo»). Hay un personal de más de 40 científicos, guardabosques, educadores y administradores. La oficina principal está en la ciudad de Orenburgo.